# Prikljutjenija Ali-Baby i soroka razbojnikov
Prikljutjenija Ali-Baby i soroka razbojnikov (russisk: Приключения Али-Бабы и сорока разбойников) er en spillefilm fra 1979 af Umesh Mehra og Latif Fajzijev.

## Medvirkende
- Dharmendra som Alibaba
- Hema Malini som Marjeena
- Zeenat Aman som Fatima
- Prem Chopra
- Madan Puri